# 陈岩
陈岩（849年—892年3月1日），字梦臣，建州（治所在今福建省建瓯市）人，唐朝末年军阀，任福建观察使。

## 崛起和统治福建
陈岩是建州人。大约乾符五年（878年），农民军首领黄巢南下广州途中劫掠福建地区，陈岩在汀州黄连镇（今福建省三明市建宁县）聚众数千（或作千余）保卫乡里，称“九龙军”，后福建官府上表朝廷，授“义宁军”称号，置鼓角，赐牌印，治建州。时任福建观察使郑镒表奏陈岩为福州都团练副使，判清源军。
泉州刺史、左厢都虞候李连骄慢不法，为患地方，陈岩将要依法诛杀他，他逃入溪洞，联合黄巢聚众攻打福州，被陈岩击败。郑镒害怕陈岩军权在握，上表唐僖宗请求让陈岩代替自己担任福建观察使。中和四年（884年）五月，陈岩驱逐郑镒，自称观察使。十二月，僖宗准奏，下诏授陈岩福建观察使。陈岩治理有威惠，闽人得安。但陈岩的治下可能不包括整个福建地区，如汀州、建州在陈岩死后才成为福建观察使辖区。期间，陈岩和邻镇威胜军节度使董昌结为姻亲。
光启二年（886年）八月，光寿军首领王潮攻占泉州，杀刺史廖彦若。王潮闻陈岩威名，不敢犯福州，遣使投降陈岩。陈岩知王潮之名，也因泉州请求任刺史，于是表王潮为泉州刺史，送礼请他就任。
陈岩被加工部尚书、兵部尚书，不久又加右仆射、左仆射，不到二年又加司空。官至检校司徒、兼御史大夫。

## 去世
大顺二年（891年）十二月，陈岩病，遣使以书信召王潮，欲授以军政。王潮未到，景福元年（892年）正月，陈岩已死。黄璞为他作《名士传》《神道碑》及墓志铭。三月，陈岩妻弟、都将范晖说服将士推自己为留后，与王潮交战数年。陈岩旧将多归王潮，声言范晖可以被攻取。二年（893年）四月，陈岩姻亲董昌因范晖求援，出兵相救。五月，福州在王潮从弟都统王彦复和亲弟都监王审知围攻下陷落，范晖逃跑中被杀。王潮接管军镇，自称留后，素服礼葬陈岩，将女儿嫁给陈岩的儿子陈延晦，厚抚其家。
陈岩好男色，喜欢美少年侯伦，陈岩妾陆氏与侯伦私通有孕，陈岩死后，陆氏托身于范晖，生下女儿，冒姓陈，取名陈金凤，范晖兵败后由族人陈匡胜收养，后于闽惠宗龙启元年（933年）成为皇后。陈岩因此被追封，陆氏追封长乐郡夫人，陈岩族人陈守恩、陈匡胜被任为殿使。

## 轶闻
《五代史补》载：王潮先祖南朝梁道士王霸曾居于福州怡山，喜爱两棵皁荚树，在其下筑坛，说自己的子孙能在此地为王，并作了谶语藏在地下。光启年间烂柯道士徐景元在坛东北隅取土，获其诗，其中一首是：“后来是三王，潮水荡祸殃。岩逢二乍间，未免有销亡。子孙依吾道，代代封闽疆。”预言王潮开基业和陈岩在遇到王潮后不久去世。
闽人谣言：“潮水来，岩头没；潮水去，矢口出。”预言陈岩死后王潮继立，王潮死后王审知（“矢口”即“知”字）继立。

## 家庭

### 先祖
- 曾祖父陈宏，字文保，府司马。
- 祖父陈好古，字慕□，有家集二十卷，追赠太子舍人。
- 父陈简，字言史，赠工部尚书，又赠羽林大将军。
- 母会稽郡□氏，追赠会稽郡太君，又赠卫国太夫人。

### 妻妾

#### 妻
- 钱塘郡夫人范氏

#### 妾
- 陆氏，闽国追封长乐郡夫人

### 子女
陈岩有六子二女。
- 长子陈延晦，太子司议
- 次子陈延□，一子出身，守闽县尉
- 三子陈延冕，睦王府参军
- 六子陈延曦
- 长女陈氏，嫁荥阳郑某
- 次女陈氏，嫁董昌子太子正字董承和

陈岩生前有三孙，长孙陈肇，任长乐县令，赐绯鱼袋，次孙陈□，检校工部尚书、守漳州刺史、兼御史大夫。